# Mecanismo de Peaucellier–Lipkin

O mecanismo de Peaucellier–Lipkin:
barras de mesma cor são de mesmo comprimento.

O mecanismo de Peaucellier–Lipkin (ou inversor de Peaucellier–Lipkin), inventado em 1864, foi o primeiro mecanismo plano capaz de transformar movimento de rotação em movimento retilíneo perfeito, e vice-versa. Seu nome é uma homenagem a Charles-Nicolas Peaucellier e Yom Tov Lipman Lipkin.
A matemática do mecanismo de Peaucellier–Lipkin é diretamente relacionada com a inversão em relação a um círculo.

## Outros ficheiros

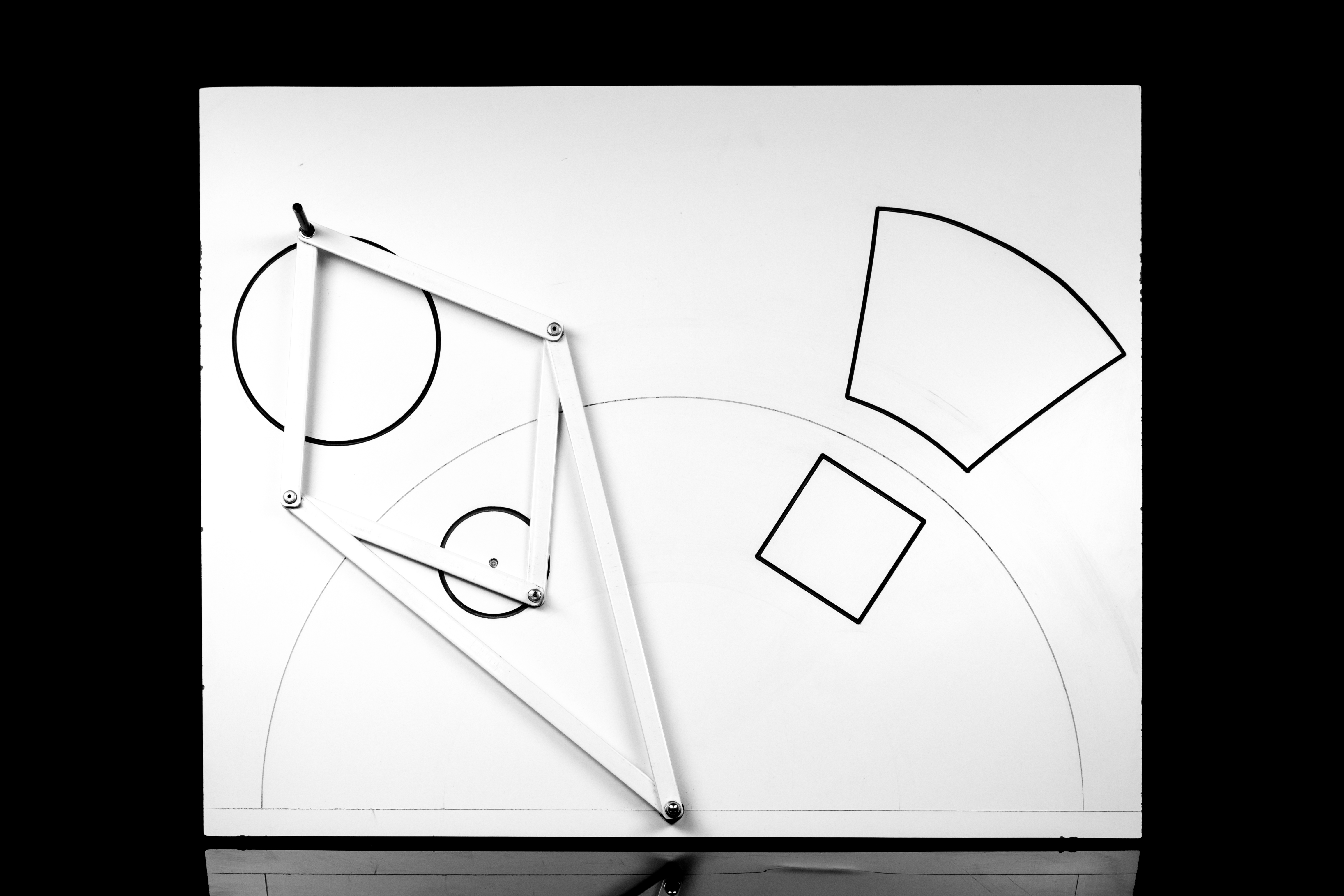
Banner com explicação resumida sobre o inversor de Peaucellier–Lipkin.
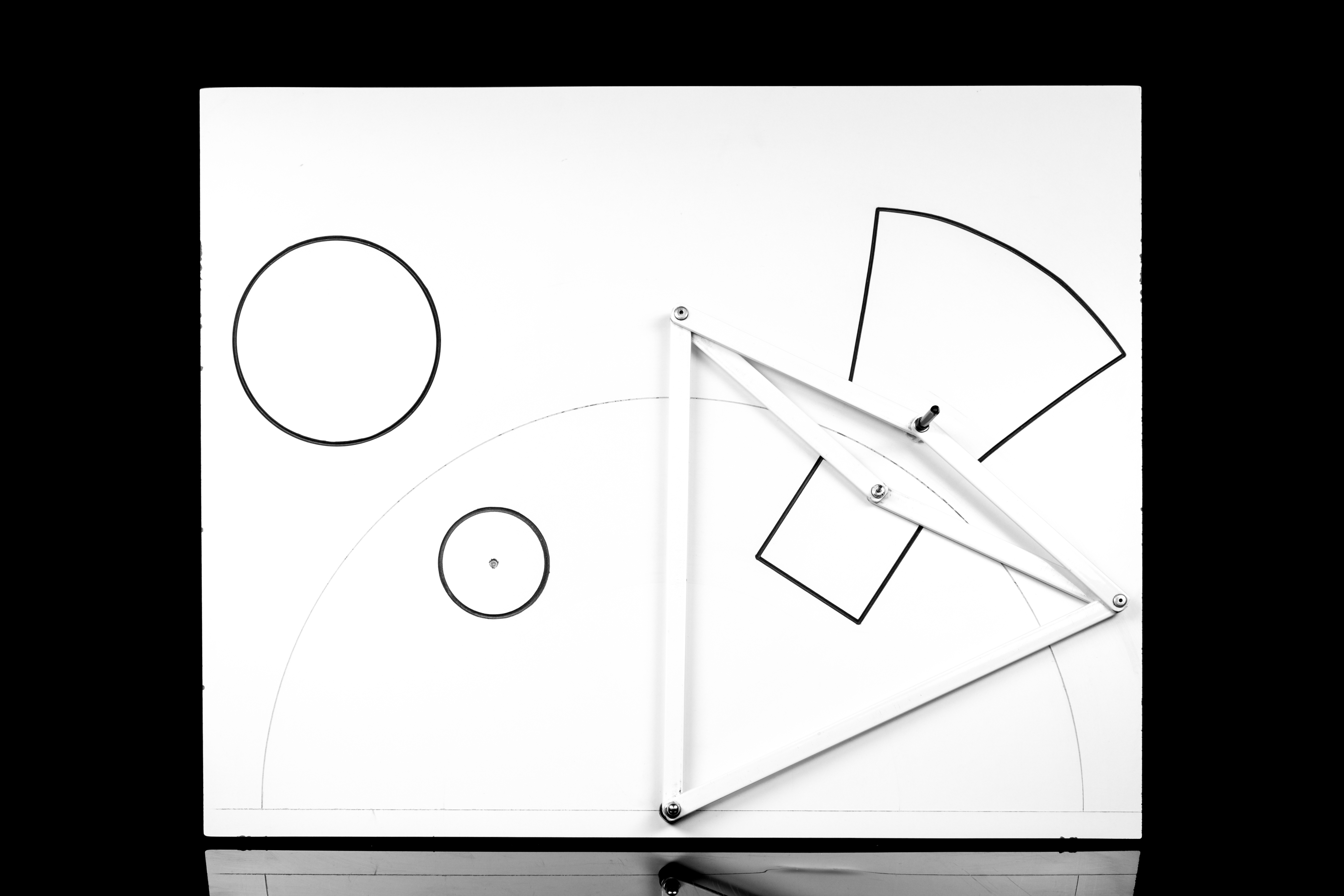
Inversor de Peaucellier–Lipkin em duas circunferências.
- Inversor de Peaucellier–Lipkin partindo de um gradado.